# Anwar al-Bunni
Anwar al-Bunni ou Anouar al-Bounni (en arabe : أنور البني, né en 1959 à Hama) est un avocat syrien des droits de l'homme qui a défendu de nombreux dissidents et opposants politiques, parmi lesquels l'opposant politique Riad al-Turk, Riad Seif, propriétaire de The Lamplighter, (journal indépendant fermé par le gouvernement syrien), et des manifestants kurdes.
Il fonde et dirige le Centre de recherches et d'études juridiques. Après avoir été détenu comme prisonnier d'opinion, il obtient l'asile en Allemagne, où il coopère avec la justice pour des crimes commis en Syrie durant la guerre civile, il s'agit notamment de disparitions forcées, crimes de guerre et crimes contre l'humanité commis par l'État islamique et par le régime de Bachar el-Assad.

## Biographie
Anwar Al-Bunni est issu d'une famille chrétienne grecque-orthodoxe et socialiste. Son frère, Akram Al-Bunni, un auteur de gauche, a également été prisonnier politique durant plus de 20 ans et est actuellement disparu dans les prisons du régime. Il explique dans une interview avec le journaliste américain Robin Wright s'être intéressé à la défense des dissidents après avoir été battu, à coup de baïonnette et s'être fait incendier la barbe par des soldats syriens lors d'un balayage militaire de Hama en 1981. Le journaliste le décrit comme ayant passé « la majeure partie de sa vie » à défendre les dissidents politiques syriens, souvent à titre gracieux, et ajoute qu'il a vendu sa voiture et son bureau pour payer ses factures.
À la fin des années 1990, Anwar al-Bunni participe à la fondation, et dirige « l'Association syrienne des droits de l'homme », financée en partie par des fonds européens. Il est alors le seul de ses quatre frères et sœur à ne pas être en prison », dans une famille d'opposants politiques de gauche. Anwar al-Bunni dirige le Centre de recherches et d'études juridiques, centre de formation de courte durée financé par l'Union européenne qu'il avait fondé avec son collègue et ami Khalil Maatouk, jusqu'à sa fermeture par le gouvernement après son arrestation en 2006.
Anwar Al-Bunni défend Aref Dalila, militant du printemps de Damas, lors de son procès en 2002. Après avoir présenté un mouchoir taché de sang comme preuve que Dalila avait été battu en prison, il est envoyé devant la cour par un juge et est interdit de pratiquer devant la Cour suprême de sécurité de l'État.

### Détention de 2006 à 2011
En mai 2006, Anwar al-Bunni est arrêté par les forces de sécurité après avoir signé la Déclaration de Damas appelant à une réforme démocratique. Son arrestation est un enlèvement : il est rapidement appréhendé par un groupe d'hommes armés, dans une rue passante de Damas, les yeux bandés. Au tribunal, un policier lui glisse le nom du chef du groupe responsable de son arrestation : Anwar Raslan. Un an plus tard, il est condamné à cinq ans de prison pour « diffusion de nouvelles fausses ou exagérées qui pourraient affaiblir le moral national, affiliation à une association politique non autorisée à caractère international, discrédit d'institutions de l'État et contact avec un pays étranger », selon son avocat. Il est également condamné à une amende équivalant à 2 000 $ US pour avoir exploité le Centre de recherche et d'études juridiques sans l'autorisation du gouvernement. Les analystes décrivent sa peine comme plus sévère que celles précédemment prononcées pour des infractions similaires, ce qui en fait un « avertissement sévère à l'opposition syrienne ». Son expérience personnelle des salles de torture lui permettra, quelques années plus tard, de témoigner au procès de Coblence.
Amnesty International le désigne prisonnier d'opinion.
Le président américain George W. Bush, dans un discours, cite le cas d'Anwar al-Bunni comme prisonnier politique injustement emprisonné par la Syrie.
Anwar al-Bunni est libéré en mai 2011, après avoir effectué sa peine de 5 ans, pendant les débuts du soulèvement révolutionnaire. Il se prononce aussitôt en faveur de la lutte pour la démocratie, et réaffirme son attachement au pacifisme : « ma première préoccupation aujourd'hui est que l'on trouve un règlement pacifique aux troubles en Syrie, avec le moins de victimes possible ».
Après sa libération, Anwar al-Bunni continue à défendre les détenus. En 2014, Anwar al-Bunni apprend que deux services de renseignement sont à sa recherche. Son frère est arrêté. Anwar al-Bunni se cache en Syrie puis finit par décider de quitter le pays.

### Travail en Allemagne
Il s'enfuit de Syrie fin 2014, et travaille actuellement en Allemagne sur les dossiers des criminels de guerre en Syrie et pour une justice de transition. Anwar al-Bunni défend également des familles de victimes de l’État islamique, qui serait responsable de près de 8 000 disparitions. En 2019, après la reprise du territoire à l'organisation terroriste, il affirme que l'on peut désormais « demander des comptes aux pays de la coalition internationale et aux Forces démocratiques syriennes qui contrôlent le terrain » et demande que des médecins légistes et experts puissent venir, ce qui est nécessaire pour identifier les corps enterrés dans des charniers.
À Berlin, il croise l'officier des services de renseignement qui l’avait kidnappé en pleine rue ; il a déserté et vit également comme réfugié en Allemagne. Pour Anwar al-Bunni, cet homme est un des rouages d'un appareil de torture. De nombreux Syriens ont signalé la présence de tortionnaires aux autorités allemandes, mais, selon Anwar al-Bunni, les autorités allemandes et en particulier « l’unité de luttes contre les crimes internationaux dispose de moyens extrêmement limités. Quelques personnes avec un petit budget ».
Ce sont les autorités allemandes qui le contactent pour lui demander de témoigner. Il s'occupe donc de recouper des preuves et témoignages et les remet aux autorités allemandes, car il estime que, même en travaillant des années, un enquêteur allemand seul ne pourra pas reconstituer l'ensemble des informations et témoignages, notamment de personnes dont il était déjà l'avocat en Syrie et qui ont confiance en lui : « seuls des Syriens peuvent recouper et vérifier des informations : quelle prison, quel service de sécurité responsable, quel donneur d’ordres, etc. ». Avec l’aide du ECCHR (Centre européen des droits constitutionnels et des droits humains), Anwar al-Bunni s’appuie sur le principe de compétence universelle instauré par le Code pénal allemand, principe qui stipule qu’un crime commis à l’étranger par des ressortissants étrangers peut faire l’objet de poursuites.
Début 2019, l'officier qui l'avait arrêté en Syrie, Anwar Raslan, fait partie des 3 personnes interpelées en France et en Allemagne, soupçonnées d'être d'anciens tortionnaires et qui devront être jugées,. Le procès d'Anwar Rasan et Eyad al-Gharib, pour lequel Anwar al-Bunni fait partie des témoins, s'ouvre le jeudi 23 avril 2020 à Coblence, en Allemagne. En janvier 2022, Anwar Raslan est reconnu coupable de meurtre et de crime contre l'humanité et condamné à la prison à perpétuité.

## Récompenses
En 2008, il reçoit le Front Line Award for Human Rights Defenders at Risk (prix Front Line pour les défenseurs des droits humains en danger).
L'année suivante, il reçoit le prix des droits de l'homme de l'Association allemande des Juges.
En 2018, il reçoit le prix franco-allemand des droits de l’Homme et de l’État de droit.